# Список літаків українського виробництва
В даному списку наведені всі зразки літаків, що були виготовлені в Україні з 1991 року.

## Транспортні літаки
| Модель | Зображення | Роки випуску | Тип                                   | Кількість випущених одиниць | Оператори                                   | Примітки |
| ------ | ---------- | ------------ | ------------------------------------- | --------------------------- | ------------------------------------------- | -------- |
| Ан-77  |            |              | Військово-транспортний літак          | 0                           |                                             | проект   |
| Ан-132 |            | 2016ー       | легкий турбогвинтовий вантажний літак | 1                           | - 1ー «ДП Антонов»                          |          |
| Ан-178 |            | 2015ー       | Військово-транспортний літак          | 2                           | - 1ー Авіалінії Антонова - 1ー «ДП Антонов» |          |
| Ан-188 |            |              | Військово-транспортний літак          | 0                           |                                             | проект   |

## Вантажно-пасажирські літаки
| Модель | Зображення    | Роки випуску | Тип                         | Кількість випущених одиниць | Оператори | Примітки |
| ------ | ------------- | ------------ | --------------------------- | --------------------------- | --- | -------- |
| Ан-140 | Ан-140 UR-NTP | 1997ー       | вантажно-пасажирський літак | 36                          | - 1ー Мотор Січ - 3ー «ДП Антонов» - 2ー Ілліч-Авіа - 3ー Поліція Ірану - 5ー HESA Airliner - 4ー Якутія - 10ーВПС Росії - 5ー ВПС Ірану |          |

## Пасажирські літаки
| Модель | Зображення                     | Роки випуску | Тип                                     | Кількість випущених одиниць | Оператори | Примітки            |
| ------ | ------------------------------ | ------------ | --------------------------------------- | --------------------------- | --- | ------------------- |
| Ан-148 | Ан-148 на авіашоу "Le Bourget" | 2009ー       | близькомагістральний пасажирський літак | 46                          | - 2ー Air Koryo - 5ー Ангара - 2ー Президентський авіапарк Росії - 2ー МНС Росії - 14ー ВПС РФ - 2ー «ДП Антонов» |                     |
| Ан-158 | Ан-158                         | 2010ー       | близькомагістральний Пасажирський літак | 7                           | - 6ー Cubana de Aviación                                                                                          |                     |
| Ан-180 |                                |              | широкофюзеляжний Пасажирський літак     | 0                           | | програма заморожена |

## Навчальні і навчально-бойові літаки
| Модель | Зображення | Роки випуску | Тип                        | Кількість випущених одиниць | Оператори                                                          | Примітки |
| ------ | ---------- | ------------ | -------------------------- | --------------------------- | ------------------------------------------------------------------ | -------- |
| ХАЗ-30 |            | 2012ー       | Спортивно-навчальний літак | 10                          | - 10ー Харківський університет повітряних сил імені Івана Кожедуба |          |

## Див.також
- Список військової техніки, виробленої в Україні
- Список літальних апаратів Збройних Сил України